# Flavià (vicari d'Àfrica)
Flavià (en llatí Flavianus) va ser vicari d'Àfrica sota Flavi Gracià l'any 377.
Va ser un dels comissionats per investigar les males pràctiques del comes Romà, que havien provocat la revolta de Firm. Agustí d'Hipona menciona un Flavià que era partidari dels donatistes, que podria ser aquest, i al que Agustí va excomunicar. A Roma hi ha una inscripció que diu "Virius Nicomachus, Consularis Siciliae, Vicarius Africae, Quaestor intra Palatium; Praef. Praetor iterum et Cos." que Gothofredus atribueix a aquest Flavià, però podria ser que es referís a un altre Flavià, procònsol d'Àfrica entre els anys 357 i 361.